# Cúp quốc gia Scotland 1974–75
 Cúp quốc gia Scotland 1974–75 là mùa giải thứ 90 của giải đấu bóng đá loại trực tiếp uy tín nhất Scotland. Chức vô địch thuộc về Celtic khi đánh bại Airdrieonians trong trận Chung kết.

## Vòng Một
| Đội nhà               | Tỉ số | Đội khách          |
| --------------------- | ----- | ------------------ |
| Clachnacuddin         | 8 – 1 | Gala Fairydean     |
| Montrose              | 5 – 1 | Selkirk            |
| Ross County           | 2 – 0 | Brechin City       |
| St Cuthbert Wanderers | 1 – 4 | Albion Rovers      |
| Stenhousemuir         | 2 – 2 | East Stirlingshire |

### Đấu lại
| Đội nhà            | Tỉ số | Đội khách     |
| ------------------ | ----- | ------------- |
| East Stirlingshire | 3 – 1 | Stenhousemuir |

## Vòng Hai
| Đội nhà              | Tỉ số  | Đội khách         |
| -------------------- | ------ | ----------------- |
| Alloa Athletic       | 1 – 1  | Albion Rovers     |
| Clachnacuddin        | 4 – 3  | Stirling Albion   |
| Cowdenbeath          | 0 – 2  | Clydebank         |
| East Stirlingshire   | 2 – 1  | St Mirren         |
| Forfar Athletic      | 2 – 3  | Ross County       |
| Inverness Caledonian | 2 – 0  | Inverness Thistle |
| Stranraer            | 2 – 4  | Queen's Park      |
| Vale of Leithen      | 0 – 12 | Montrose          |

### Đấu lại
| Đội nhà       | Tỉ số | Đội khách      |
| ------------- | ----- | -------------- |
| Albion Rovers | 2 – 0 | Alloa Athletic |

## Vòng Ba
| Đội nhà              | Tỉ số | Đội khách            |
| -------------------- | ----- | -------------------- |
| Dundee United        | 1 – 1 | Berwick Rangers      |
| Ross County          | 1 – 5 | Falkirk              |
| Dumbarton            | 2 – 1 | Clachnacuddin        |
| Heart of Midlothian  | 2 – 0 | Kilmarnock           |
| St Johnstone         | 1 – 0 | East Fife            |
| Airdrieonians        | 0 – 0 | Morton               |
| Clydebank            | 2 – 1 | Dunfermline Athletic |
| Montrose             | 0 – 0 | Hamilton Academical  |
| Aberdeen             | 1 – 1 | Rangers              |
| Arbroath             | 1 – 0 | East Stirlingshire   |
| Ayr United           | 1 – 2 | Queen's Park         |
| Clyde                | 0 – 1 | Dundee               |
| Hibernian            | 0 – 2 | Celtic               |
| Inverness Caledonian | 0 – 1 | Albion Rovers        |
| Motherwell           | 0 – 0 | Partick Thistle      |
| Queen of the South   | 2 – 0 | Raith Rovers         |

### Đấu lại
| Đội nhà             | Tỉ số | Đội khách     |
| ------------------- | ----- | ------------- |
| Rangers             | 1 – 2 | Aberdeen      |
| Hamilton Academical | 3 – 0 | Montrose      |
| Morton              | 0 – 3 | Airdrieonians |
| Partick Thistle     | 0 – 1 | Motherwell    |
| Berwick Rangers     | 0 – 1 | Dundee United |

## Vòng Bốn
| Đội nhà             | Tỉ số | Đội khách           |
| ------------------- | ----- | ------------------- |
| Dundee United       | 0 – 1 | Aberdeen            |
| Airdrieonians       | 2 – 0 | Falkirk             |
| Arbroath            | 2 – 0 | Albion Rovers       |
| Celtic              | 4 – 1 | Clydebank           |
| Hamilton Academical | 0 – 1 | Dumbarton           |
| Motherwell          | 4 – 0 | Queen's Park        |
| Queen of the South  | 0 – 2 | Heart of Midlothian |
| St Johnstone        | 0 – 1 | Dundee              |

## Tứ kết
| Đội nhà             | Tỉ số | Đội khách     |
| ------------------- | ----- | ------------- |
| Aberdeen            | 0 – 1 | Motherwell    |
| Arbroath            | 2 – 2 | Airdrieonians |
| Dumbarton           | 1 – 2 | Celtic        |
| Heart of Midlothian | 1 – 1 | Dundee        |

### Đấu lại
| Đội nhà       | Tỉ số | Đội khách           |
| ------------- | ----- | ------------------- |
| Airdrieonians | 3 – 0 | Arbroath            |
| Dundee        | 3 – 2 | Heart of Midlothian |

## Bán kết
| Celtic | 1 – 0 | Dundee |
| ------ | ----- | ------ |
| Glavin |       |        |

| Airdrieonians  | 1 – 1 | Motherwell |
| -------------- | ----- | ---------- |
| MacLaren (l.n) |       | Pettigrew  |

### Đấu lại
| Airdrieonians | 1 – 0 | Motherwell |
| ------------- | ----- | ---------- |
|               |       |            |

## Chung kết
| Celtic                      | 3 – 1            | Airdrieonians |
| --------------------------- | ---------------- | ------------- |
| Paul Wilson · Pat McCluskey | Report (Page 18) | Kevin McCann  |

### Đội bóng
| CELTIC:          |  |                 |
|                  |  |                 |
| GK               |  | Peter Latchford |
| DF               |  | Danny McGrain   |
| DF               |  | Billy McNeill   |
| DF               |  | Pat McCluskey   |
| DF               |  | Andy Lynch      |
| MF               |  | Paul Wilson     |
| MF               |  | Steve Murray    |
| MF               |  | Ronnie Glavin   |
| MF               |  | Bobby Lennox    |
| FW               |  | Kenny Dalglish  |
| FW               |  | Harry Hood      |
| Thay người:      |  |                 |
| ?                |  |                 |
| ?                |  |                 |
| Huấn luyện viên: |  |                 |
| Jock Stein       |  |                 |

| AIRDRIEONIANS:   |  |                  |  |    |    |
|                  |  |                  |  |    |    |
| GK               |  | Dave McWilliams  |  |    |    |
| DF               |  | Paul Jonquin     |  |    |    |
| DF               |  | John Menzies     |  |    |    |
| DF               |  | Jim Black        |  |    |    |
| DF               |  | Mark Cowan       |  |    |    |
| MF               |  | Kevin McCann     |  |    |    |
| MF               |  | Derek Whiteford  |  |    |    |
| MF               |  | John Lapsley     |  | ?' |    |
| MF               |  | Billy Wilson     |  |    |    |
| FW               |  | Tommy Walker     |  |    |    |
| FW               |  | Willie McCulloch |  |    | ?' |
| Thay người:      |  |                  |  |    |    |
| MF               |  | Tommy Reynolds   |  | ?' |    |
| DF               |  | Jim tháng Ba     |  |    | ?' |
| Huấn luyện viên: |  |                  |  |    |    |
| Ian McMillan     |  |                  |  |    |    |